# Петер Нойштедтер
Петер Нойштедтер (нім. Peter Neustädter, нар. 16 лютого 1966, Кара-Балта) — радянський, а згодом казахський, футболіст, захисник. По завершенні ігрової кар'єри — німецький футбольний тренер.
Батько німецького футбольного захисника Романа Нойштедтера.

## Клубна кар'єра
У дорослому футболі дебютував 1984 року виступами за команду клубу «Зеніт».
Згодом з 1985 по 1994 рік грав у чемпіонатах СРСР у складі команд клубів «Кайрат», «Іскра» (Смоленськ), «Дніпро» (Дніпропетровськ), «Таврія», «Кайрат» та «Спартак» (Владикавказ).
1992 року перебрався до Німеччини, де виступав за «Карлсруе СК» та «Хемніцер».
Своєю грою за останню команду привернув увагу представників тренерського штабу клубу «Майнц 05», до складу якого приєднався 1994 року. Відіграв за клуб з Майнца наступні десять сезонів своєї ігрової кар'єри. Більшість часу, проведеного у складі «Майнца», був основним гравцем атакувальної ланки команди.
Завершив професійну ігрову кар'єру у другій команді клубу «Майнц 05», за команду якого виступав протягом 2003–2006 років, у тому числі як граючий тренер.

## Виступи за збірну
1996 року дебютував в офіційних матчах у складі національної збірної Казахстану. Протягом кар'єри у національній команді, яка тривала усього один рік, провів у формі головної команди країни 2 матчі.

## Кар'єра тренера
Розпочав тренерську кар'єру, ще продовжуючи грати на полі, 2005 року, очоливши другу команду клубу «Майнц 05». Наразі досвід тренерської роботи обмежується цією командою, з якою Нойштедтер працював до 2010 року.